# Atomiswave

Le logo de l'Atomiswave

 (novembre 2018).
L'Atomiswave est un système de jeux vidéo à cartouche pour borne d'arcade compatible JAMMA destiné aux salles d'arcade, créé par la société japonaise Sammy. Sa commercialisation a été lancée au début de l'année 2003.

## Description
L'Atomiswave se veut être un système de jeu à bas coût, très facile d'utilisation et aisément modulable, avec la possibilité de brancher facilement un pistolet, un volant ou un trackball.
Dès son lancement, l'Atomiswave bénéficie du soutien de la société SNK Playmore qui décide d'abandonner le développement en arcade sur Neo-Geo MVS au profit de ce système pour ses futurs jeux. Les autres développeurs supportant le système sont Dimps, IGS et Arc System Works, mais la majorité des titres Atomiswave sont développés par Sammy.
Rappelons également que Sammy et Sega, possédant déjà tous-deux un passé dans les jeux vidéo et l'arcade, ont fusionné en 2004, durant l'exploitation de ce système. Les deux entreprises font partie du même groupe, dirigé maintenant par l'entreprise mère Sega Sammy Holdings.
En 2009, trois ans après la sortie du dernier jeu Atomiswave, Sega Amusement USA décide de sortir deux nouveaux jeux pour le système, Sega Clay Challenge et Sega Bass Fishing Challenge, destinés à mettre à jour les bornes Atomiswave encore en exploitation.
Le système Atomiswave est aujourd'hui abandonné.

## AW-Net
Au Japon uniquement, il était possible de connecter le système au réseau AW-Net mis en place par Sammy, en utilisant un modem spécial à brancher sur l'Atomiswave. Le réseau AW-Net servait principalement à jouer en ligne avec d'autres joueurs et à établir des listes des meilleurs scores au niveau national.
La mise en place du système AW-Net sur le jeu NeoGeo Battle Coliseum ayant rencontré de nombreux problèmes, SNK décide d'abandonner l'utilisation de ce réseau pour ses jeux suivants (King of Fighters XI et Metal Slug 6).
Le 30 novembre 2006, l'AW-Net est définitivement stoppé. À la suite de la fusion de Sammy et Sega, le réseau est renommé ALL.Net.

## Spécifications techniques

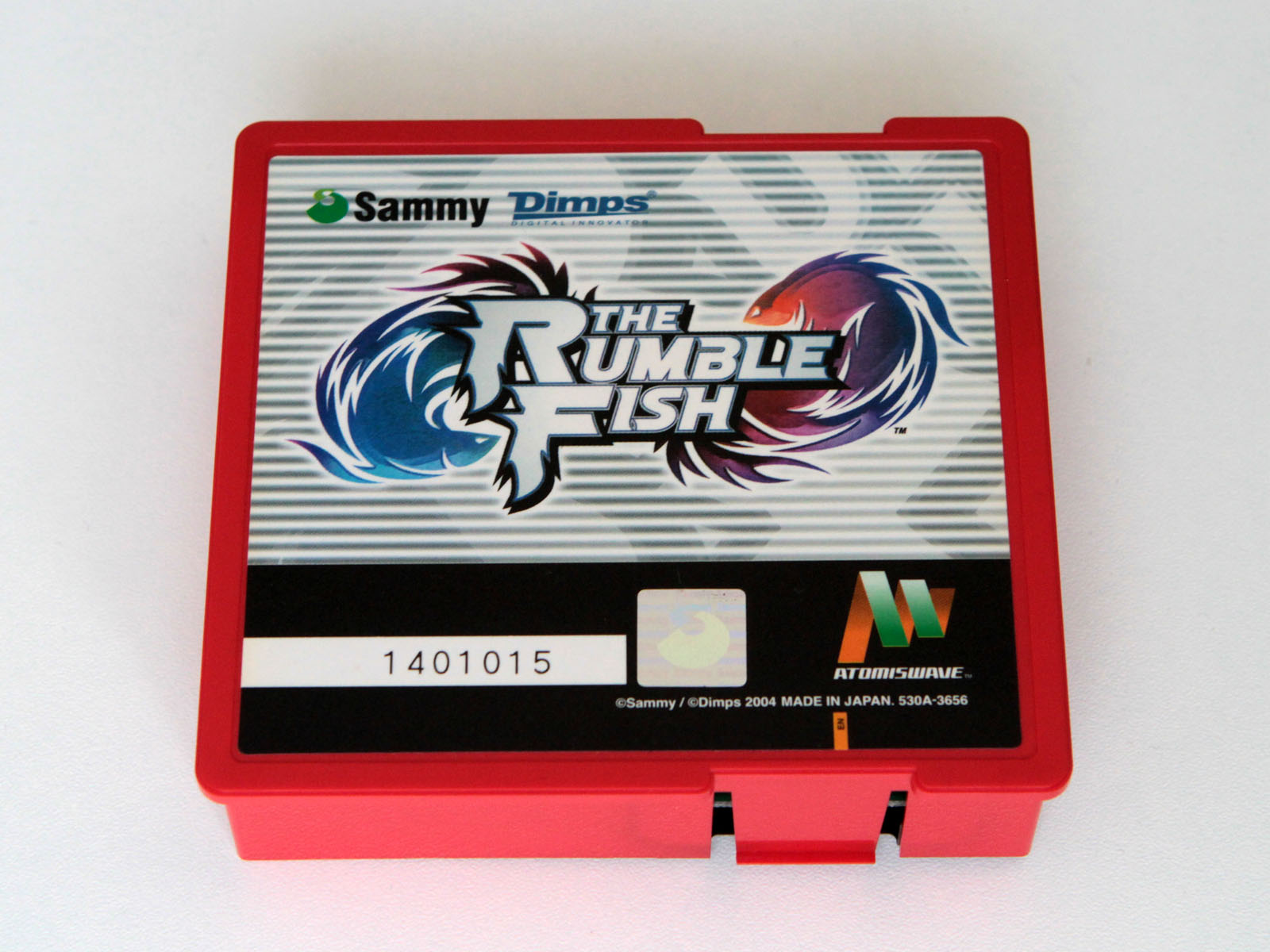
Cartouche de jeu Atomiswave

L'Atomiswave, tout comme le système Naomi, a une architecture basée sur la console Dreamcast, modifiée avec plus de mémoire vive et de mémoire vidéo, ainsi qu'un port cartouche et un connecteur JAMMA. Le reste des composants sont exactement les mêmes. Toutefois, la Dreamcast et l'Atomiswave ne sont pas compatibles.
Les dimensions de l'Atomiswave sont de 27 cm par 21 cm pour un poids d'environ 3,5 kg. Les cartouches de jeu sont petites et très légères. La connectique est très simple : un connecteur JAMMA, un potentiomètre pour le son, un port série pour le modem, une sortie stéréo et une sortie VGA.
- Microprocesseur : Hitachi SH-4 32-bit RISC à 200 MHz (360 MIPS / 1,4 GFLOPS)
- Moteur graphique : PowerVR 2 (PVR2DC)
- Moteur sonore : Yamaha ARM7 AICA à 45 MHz (CPU interne 32-bit RISC, 64 canaux ADPCM)
- Mémoire RAM principale : 32 Mo
- Mémoire vidéo : 16 Mo
- Mémoire sonore : 8 Mo
- Fréquence de balayage: 15Khz ou 31Khz (au choix via un petit interrupteur sur la carte).
- Palette graphique : environ 16 770 000 couleurs (24 bits)
- Polygones : 3,5 millions de polygones par seconde
- Vitesse de rendu : 500 millions pixels par seconde
- Effets gérés : Bump Mapping, Fog, Alpha-Bending (transparence), Mip Mapping (polygon-texture auto switch), Tri-Linear Filtering, Anti-Aliasing, Environment Mapping, Specular Effect.

## Liste des jeux

### Bornes génériques
- Demolish Fist (2003)
- Dolphin Blue (2003)
- Guilty Gear X Ver. 1.5 (2003)
- Guilty Gear Isuka (2004)
- Hokuto no Ken (2005)
- Knights of Valour: The Seven Spirits (2003)
- Metal Slug 6 (2006)
- NeoGeo Battle Coliseum (2005)
- Sammy Family Entertainment Series: Animal Basket (2005)
- Sammy Family Entertainment Series: Block Pong-Pong (2005)
- Sammy Family Entertainment Series: Miracle Stadium (2005)
- Sammy Family Entertainment Series: WaiWai Drive (2005)
- Samurai Spirits Tenkaichi Kenkakuden (2005)
- The King of Fighters Neowave (2004)
- The King of Fighters XI (2005)
- The Rumble Fish (2004)
- The Rumble Fish 2 (2005)

### Bornes dédiées
- Chase 1929 (2004)
- Dirty Pigskin Football (2004)
- Extreme Hunting (2005)
- Extreme Hunting 2 Tournament Edition (2006)
- Faster Than Speed (2004)
- NS Keiba Horse Racing (2005)
- Maximum Speed (2003)
- Ranger Mission (2004)
- Salaryman Kintarou (2004)
- Sega Bass Fishing Challenge (2009)
- Sega Clay Challenge (2009)
- Sports Shooting USA (2003)

### Jeux annoncés mais jamais sortis
- Force Five (2004) - sorti en 2006 sous le nom de Jingi Storm: The Arcade sur Naomi
- Kenju (2005)
- Premier Eleven (2003)
- Sammy Vs Capcom (2004)
- Sushi Bar (2003)